# Spean Bridge
Spean Bridge, schottisch-gälisch: Drochaid Aonachain, ist eine kleine Ortschaft in der schottischen Council Area Highland.
Der Name der Siedlung geht auf eine Brücke über den gleichnamigen Fluss zurück. Fälschlicherweise wird dabei häufig angenommen, es handle sich dabei um die Brücke im Ortskern, die von Thomas Telford 1819 errichtet wurde und über die heute die A82 führt. In Wirklichkeit geht der Name jedoch auf eine Brücke in der Nähe der heutigen Ortschaft bei Highbridge zurück. Sie wurde 1736 als Teil der Straße zwischen Fort William und Fort Augustus im Auftrag des britischen Feldmarschalls George Wade errichtet. Die Brücke stürzte 1913 ein, so dass heute nur noch die Pfeiler existieren.
Spean Bridge liegt im Great Glen. Durch die Ortschaft verlaufen die Fernstraßen A82, die von Süden aus Fort William kommend in Richtung Inverness im Norden führt, sowie die A86, die von Spean Bridge östlich nach Kingussie führt, wo sie auf die A9 trifft. Der Ort verfügt darüber hinaus über einen Bahnhof an der West Highland Line, der von First ScotRail angefahren wird. Neben mehreren Zugpaaren zwischen Glasgow und Mallaig hält auch der Zugteil London-Fort William des Caledonian Sleeper. Zwischen 1903 und 1933 war die Ortschaft Ausgangspunkt der Invergarry and Fort Augustus Railway, die aus fehlender Wirtschaftlichkeit eingestellt wurde.
In der Nähe von Spean Bridge, an der Kreuzung der A82 und der Straße nach Achnacarry, befindet sich das Commando Memorial, ein Kriegsdenkmal, das den Commandos gewidmet ist, die zwischen 1942 und 1945 in Achnacarry bei Spean Bridge auf dem Besitz des Clans Cameron ausgebildet wurden. Nördlich des Commando Memorial liegen die beiden Seen Loch Lochy und, nach Westen im Glen Dessarry, Loch Arkaig, beides beliebte Wanderziele. In Achnacarry, am Ostende des Loch Arkaig, befindet sich das Museum des Clans Cameron.